# The Toys

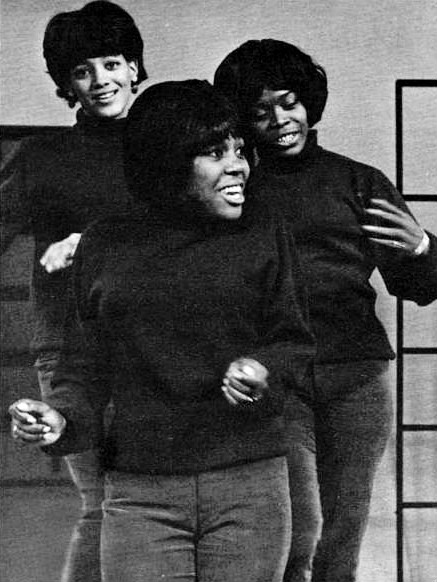
The Toys.

The Toys var en amerikansk vokal popgrupp som bildades 1961 i stadsdelen Jamaica, Queens, New York. 
Gruppen bestod av Barbara Harris, Barbara Parritt och June Montiero, där Harris var gruppens huvudsakliga sångare. De fick skivkontrakt på bolaget DynoVoice. Gruppen nådde andraplatsen på Billboard Hot 100-listan 1965 med låten "A Lover's Concerto", som även var framgångsrik i Storbritannien där den nådde femteplatsen på singellistan. Även uppföljaren "Attack!" blev en framgång med en artondeplats i USA, men singlarna som släpptes efter detta blev inte särskilt uppmärksammade. Efter en sista listnotering med en cover på Brian Hylands "Sealed with a Kiss" upplöstes gruppen 1968. 